# Pro Cycling Manager
Pro Cycling Manager – seria komputerowych gier sportowych autorstwa studia Cyanide Studios. W grach z serii Pro Cycling Manager gracz wciela się w menedżera jeden z kilkudziesięciu profesjonalnych drużyn kolarskich, prowadząc je w wyścigach kolarskich na całym świecie. Rozgrywka jest obrazowana przy użyciu grafiki trójwymiarowej. Pro Cycling Manager zawiera także tryb gry wieloosobowej, który umożliwia graczom potyczki na trasach pojedynczych etapów, całych wyścigów, bądź też długich karier. Co roku są także rozgrywane wirtualne Mistrzostwa Świata.